# Евглена зелена
Евгле́на зеле́на (Euglena viridis) — вид одноклітинних протистів. Залежно від умов середовища може живитися автотрофно або гетеротрофно.

## Загальна характеристика

### Загальний вигляд і спосіб життя
Тіло евглени зеленої являє собою довгасту клітину зеленого кольору яке покрите оболонкою, яка називається пелікулою. Задній кінець тіла — загострений, передній — закруглений і має два джгутики, один з яких редукований, короткий, а другий — довгий тонкий який слугує їй для пересування. Евглена робить до 40 обертів на секунду джгутиком, завдяки чому заднім кінцем тіла швидко пересувається у воді. Другий джгутик (короткий) не виходить поза пелікулу. Живе зазвичай у застояній воді, де багато гниючих органічних решток. Має невеликі розміри — до 200 мкм (0,2 міліметра).

### Будова клітини

Загальний вигляд і будова евглени зеленої.

Тіло має сталу форму, тому що оболонка тіла щільна. В клітині містяться такі органели:
- велике ядро';
- близько двадцяти хлоропластів;
- включення поживних речовин, які слугують запасом на той час, коли бракуватиме їжі
- вічко — специфічний світлочутливий орган червонуватого кольору. Це не означає, що евглена бачить цим вічком світло, вона його відчуває цим органом;
- скоротлива вакуоля — знаходиться біля вічка, завдяки ній евглена позбувається зайвої води і шкідливих речовин, що накопичилися в ній. Назву «скоротлива» отримала за те, що скорочується під час виводу непотрібних речовин та води за межі тіла.

Біля джгутика знаходиться світлочутливе вічко (стигма), завдяки якому евглена реагує на світло (фототаксис). У клітині евглени є хроматофори, що містять хлорофіл, завдяки яким евглена може проводить процес фотосинтезу в умовах освітлення.

### Живлення
На яскравому світлі евглена, подібно до рослин, використовує енергію сонячних променів і внаслідок фотосинтезу в її хлоропластах утворюються необхідні для життя поживні речовини. Тому вона завжди шукає освітлені місця.
Запасними продуктами є парамілон i лейкозина, які громадяться у вигляді безбарвних зерняток.
Також евглена може харчуватися, використовуючи осмос або заглибину тіла (гетеротроф). Це стосується екземплярів, які живуть в темряві і втратили хлорофіл, або позбавлених хроматофор. За регуляцію осмотичного тиску в клітині та продуктів перетворення речовин відповідають скоротливі вакуолі.

### Дихання
Евглена дихає, поглинаючи кисень усією поверхнею тіла.

### Утворення цисти
За несприятливих умов існування, наприклад, при висиханні водойми або зниженні температури води, вона припиняє живлення й пересування, її тіло округлюється і вкривається щільною захисною оболонкою, джгутик відпадає. Так відбувається перехід евглени у стан спокою, що називається цистою. У цьому стані вона здатна тривалий час перечікувати несприятливі життєві умови.

Схема поділу евглени зеленої

### Розмноження
Евглена розмножується безстатево, поздовжнім поділом, який (після поділу ядра) від головного тільця та джгутика. Спочатку утворюються два ядра, потім формуються два джгутики, дві скоротливі вакуолі і два вічка. Далі вздовж усього тіла з'являється поздовжня борозна, яка поступово ділить клітину навпіл.

### Поширення
Евглена поширена у водоймах. У несприятливих умовах евглені відпадає джгутик і вона впадає в стан цисти.

### Значення
Є кормом для мальків коропових риб. Беруть участь у процесах біологічного очищення водойм. У лабораторіях їх культивують для цитологічних та біохімічних досліджень.